# Guarapari
Guarapari é um município brasileiro no litoral do estado do Espírito Santo, Região Sudeste do país. Localiza-se na Região Metropolitana da Grande Vitória e sua população em 2024 era de 134 944 habitantes. A sua distância até Vitória é de 51 quilômetros e até Brasília é de 1 264 km.
Guarapari é um destino turístico popular, sendo conhecido por suas praias, como a Meaípe, famosa pelo alto nível de radioatividade natural de sua areia e suas qualidades terapêuticas.

## Topônimo
O topônimo "Guarapari" é de origem indígena, sendo que "Guara" se refere à ave de plumagem vermelha Guará, e "parim" se refere à arma utilizada pelos povos indígenas locais para a caça do animal, que era muito comum na região. Com o tempo, passou-se a adotar o nome "Guarapari" no lugar de "Guaraparim", pois o primeiro era mais utilizado.[carece de fontes?]

## História

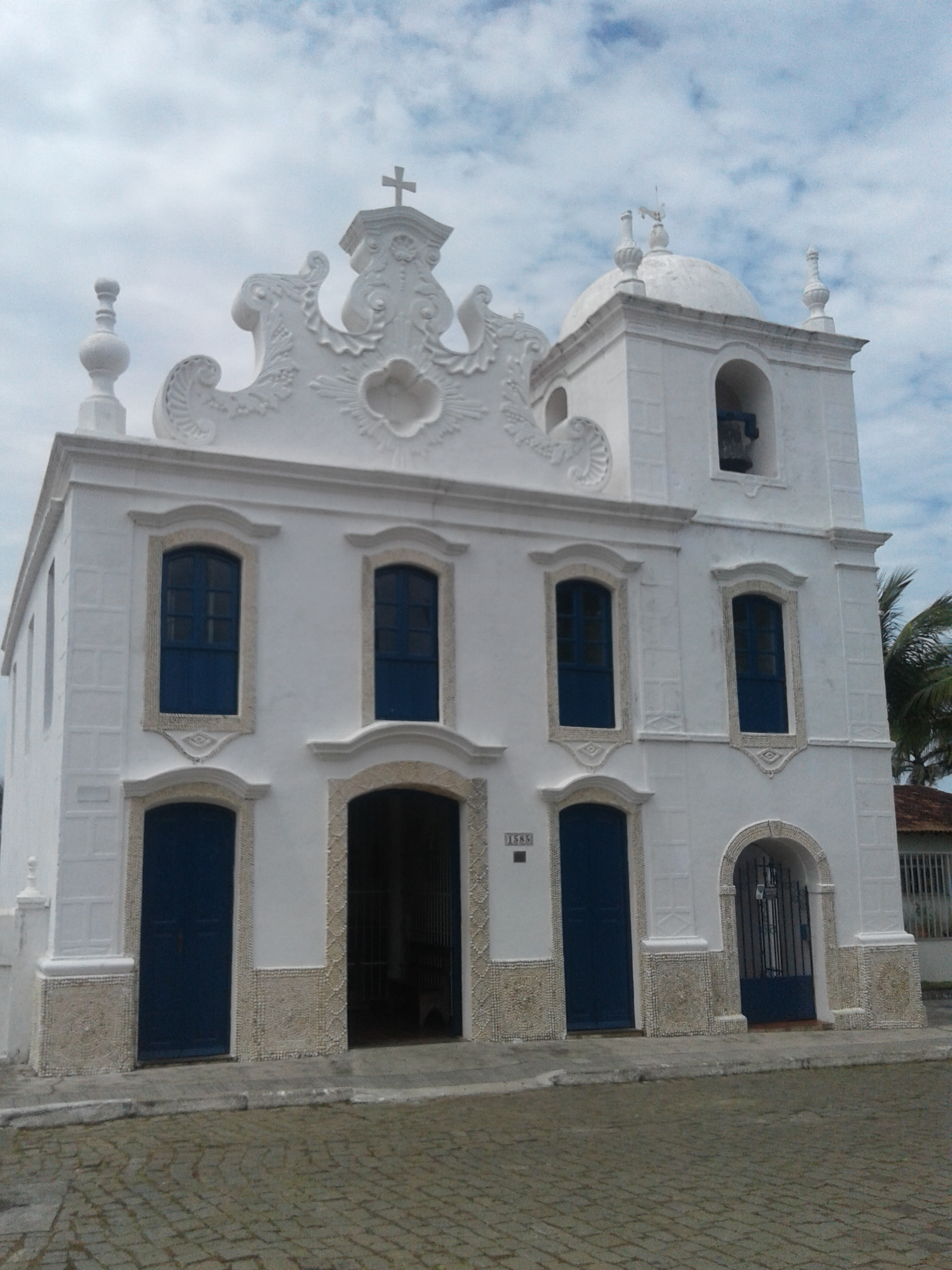
Fachada da Igreja de Nossa Senhora da Conceição, construída no século XVII.

Por volta do ano 1000, os índios que ocupavam o litoral sul do atual estado do Espírito Santo foram expulsos para o interior do continente devido à invasão de povos tupis procedentes da Amazônia. No século XVI, quando chegaram os primeiros exploradores europeus à região, a mesma era habitada por um desses povos tupis: os temiminós.
Em 1585, o padre jesuíta José de Anchieta fundou uma missão jesuíta para catequizar os índios da região: a aldeia do Rio Verde ou aldeia de Santa Maria de Guaraparim. A aldeia possuía um convento e uma igreja dedicada a santa Ana. Para a sua inauguração, Anchieta compôs o Auto Tupi. Em 1677, foi construída a igreja de Nossa Senhora da Conceição. Em 1679, a aldeia de Guaraparim foi elevada à categoria de vila. Em 1835, foi criada a comarca de Guarapari. Em 1860, a comarca recebeu uma visita do imperador brasileiro dom Pedro II. Em 1878, passou à condição de município. Em 1891, adquiriu o status de cidade.
No final do século XIX, colonos europeus (italianos, em sua maioria, que aportaram no rio Benevente) se instalaram no interior do município, fundando as localidades de Todos os Santos e Rio Calçado, entre outras. A principal atividade econômica dessas famílias era o café, além do plantio que faziam para a própria subsistência.   
Em 1948, teve instalada a sua câmara. 
Em meados dos anos 1960/1970, Guarapari tornou-se nacionalmente famosa em decorrência das propriedades pretensamente medicinais de suas areias monazíticas. Por este motivo, houve uma onda turística crescente em torno da cidade.

## Geografia

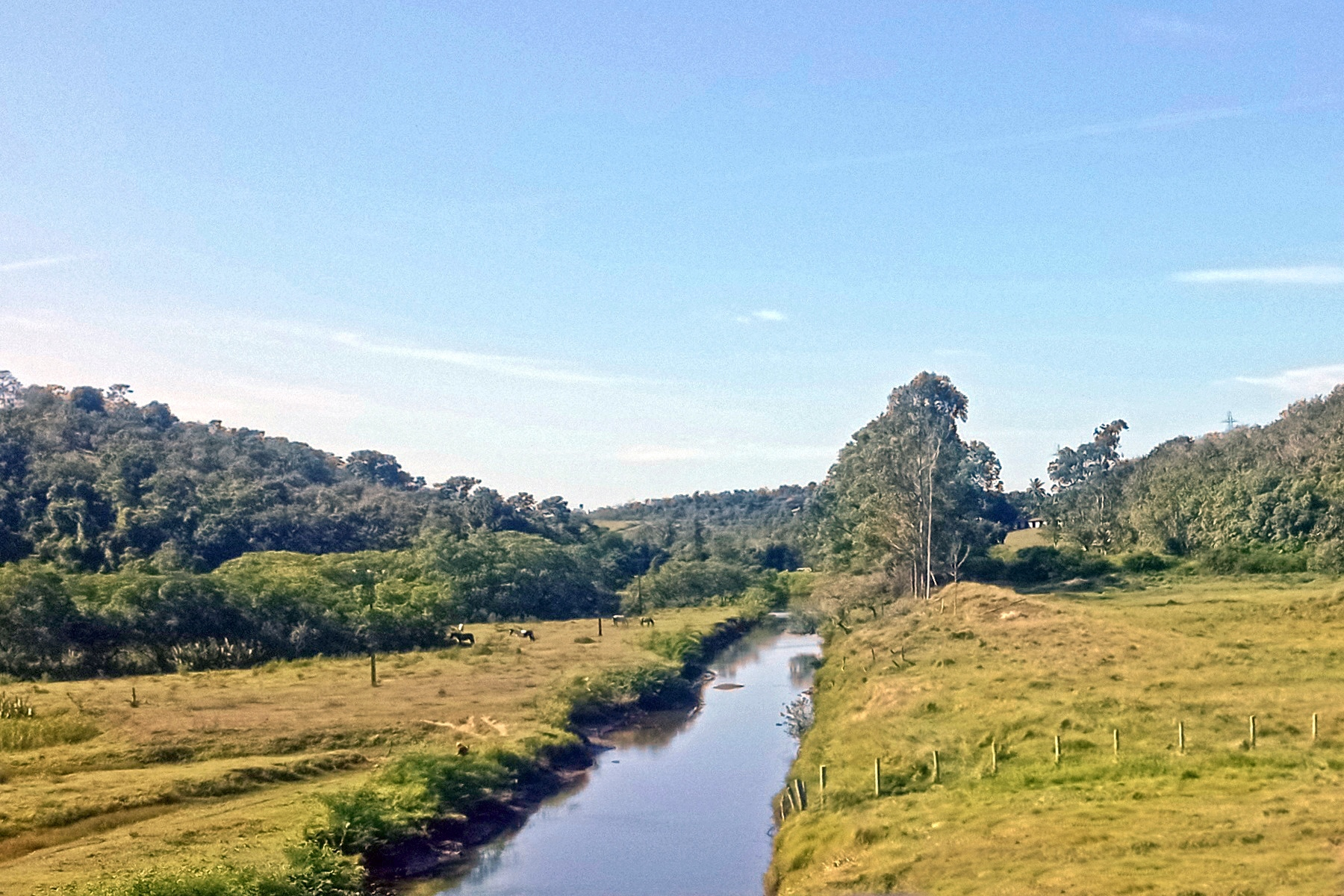
Rio Jabuti visto da Rodovia do Sol na zona rural do município

De acordo com a divisão regional vigente desde 2017, instituída pelo IBGE, o município pertence às Regiões Geográficas Intermediária e Imediata de Vitória. Até então, com a vigência das divisões em microrregiões e mesorregiões, fazia parte da microrregião de Guarapari, que por sua vez estava incluída na mesorregião Central Espírito-Santense.
A cidade, assim como toda a região central do Espírito Santo, possui vários afloramentos graníticos e muitas enseadas e baías protegidas. A sede da cidade é a nível do mar, mas, graças à proximidade com a região serrana do estado, alguns distritos da cidade chegam a mil metros de altitude.
Os principais mananciais que compõem a rede hidrográfica de Guarapari são os rios Jabuti, Perocão e Una, que deságuam no oceano Atlântico. Entretanto, a área do município possui diversos cursos hídricos de porte menor que vertem para esses leitos principais.

### Clima
O clima guarapariense é caracterizado como tropical quente superúmido (tipo Aw segundo Köppen), com diminuição de chuvas no inverno e temperatura média anual em torno dos 24,4 °C, tendo invernos amenos e verões chuvosos com temperaturas altas. O mês mais quente, janeiro, tem temperatura média de 27 °C, sendo a média máxima de 32 °C e a mínima de 23 °C. E o mês mais frio, junho, possui média de 22 °C, sendo 26 °C e 18 °C as médias máxima e mínima, respectivamente. Outono e primavera são estações de transição. O índice pluviométrico é de aproximadamente 1 084 mm, sendo agosto o mês mais seco e dezembro o mais chuvoso.
| Dados climatológicos para Guarapari | Dados climatológicos para Guarapari | Dados climatológicos para Guarapari | Dados climatológicos para Guarapari | Dados climatológicos para Guarapari | Dados climatológicos para Guarapari | Dados climatológicos para Guarapari | Dados climatológicos para Guarapari | Dados climatológicos para Guarapari | Dados climatológicos para Guarapari | Dados climatológicos para Guarapari | Dados climatológicos para Guarapari | Dados climatológicos para Guarapari | Dados climatológicos para Guarapari |
| Mês                                 | Jan                                 | Fev                                 | Mar                                 | Abr                                 | Mai                                 | Jun                                 | Jul                                 | Ago                                 | Set                                 | Out                                 | Nov                                 | Dez                                 | Ano                                 |
| ----------------------------------- | ----------------------------------- | ----------------------------------- | ----------------------------------- | ----------------------------------- | ----------------------------------- | ----------------------------------- | ----------------------------------- | ----------------------------------- | ----------------------------------- | ----------------------------------- | ----------------------------------- | ----------------------------------- | ----------------------------------- |
| Temperatura máxima média (°C)       | 31,5                                | 31,4                                | 29,8                                | 28,3                                | 27,2                                | 26,3                                | 26,7                                | 26,9                                | 27,4                                | 28,3                                | 29,5                                | 28,9                                | 28,5                                |
| Temperatura média (°C)              | 27,3                                | 27,1                                | 25,8                                | 24,2                                | 22,9                                | 22                                  | 22,3                                | 22,8                                | 23,6                                | 24,6                                | 25,6                                | 25                                  | 24,4                                |
| Temperatura mínima média (°C)       | 23,1                                | 22,9                                | 21,9                                | 20,2                                | 18,7                                | 17,8                                | 18                                  | 18,7                                | 19,9                                | 21                                  | 21,8                                | 21,1                                | 20,4                                |
| Precipitação (mm)                   | 121                                 | 70                                  | 94                                  | 88                                  | 66                                  | 47                                  | 56                                  | 44                                  | 64                                  | 107                                 | 158                                 | 169                                 | 1 084                               |
| Fonte: Climate-Data.org             |                                     |                                     |                                     |                                     |                                     |                                     |                                     |                                     |                                     |                                     |                                     |                                     |                                     |

### Ecologia e meio ambiente
Radioatividade natural

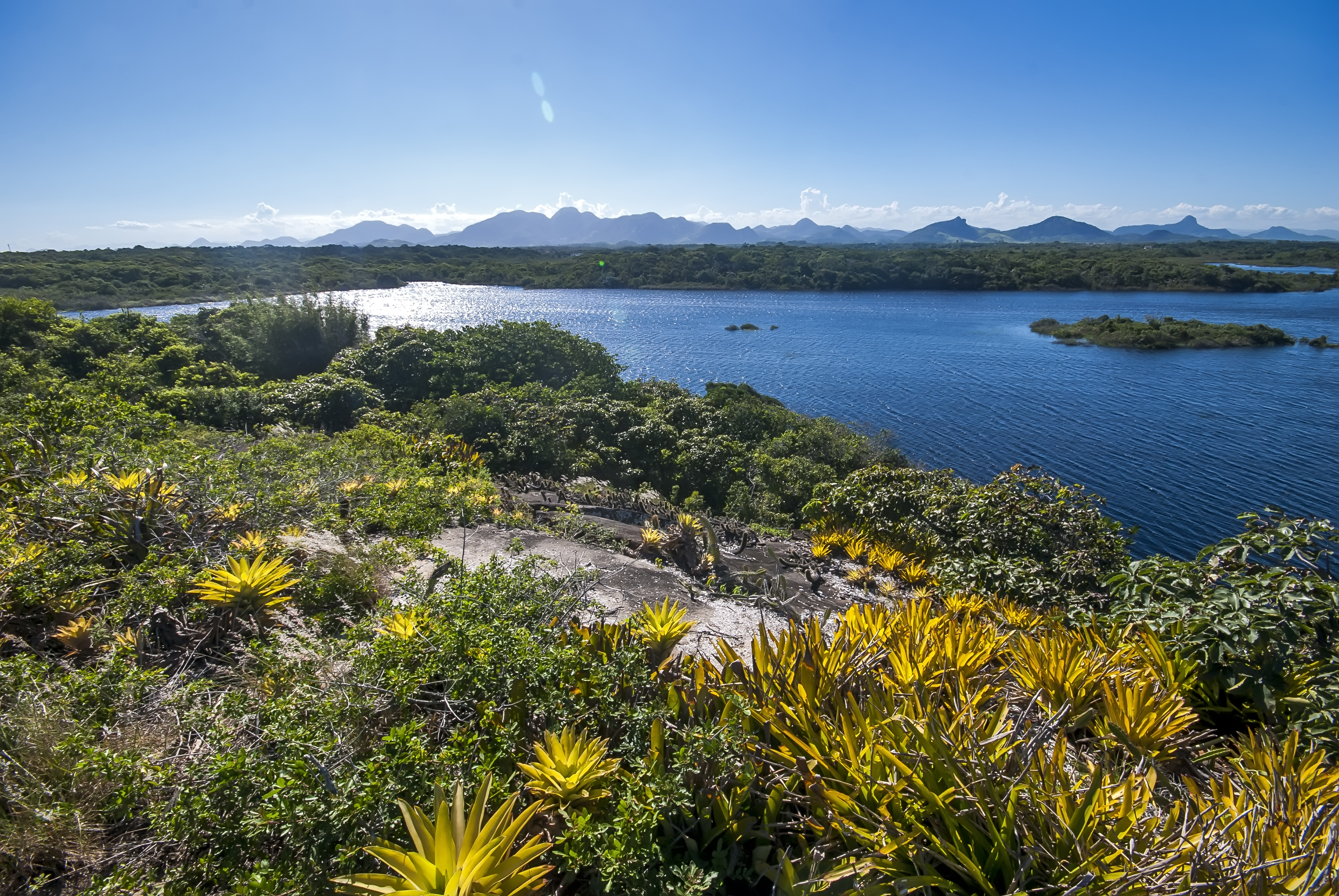
Lagoa de Caraís no Parque Estadual Paulo César Vinha.

As praias de Guarapari são famosas por possuírem um nível alto de radioatividade natural, proveniente das chamadas areias monazíticas, ricas nos elementos urânio e tório. Em alguns pontos das praias foram registradas leituras de até  20μSv/h (175 mSv por ano), uma dose equivalente à que seria recebida ao se tirar uma radiografia de tórax a cada cinco horas. Na cidade os níveis de radiação são muito inferiores; um estudo realizado com 320 habitantes encontrou uma dose média de 0.6 µSv/h, ou 5.2 mSv por ano. Estudos recentes revelaram efeitos benéficos à saúde para a medida de radiação da cidade de Guarapari. Em um levantamento sobre o câncer de mama, Guarapari apresentou uma taxa de duas mulheres para cada cem mil, enquanto o índice em outros município foi de 178 e 148 para cada cem mil, nos municípios de Linhares e Colatina, respectivamente. 
Situado no extremo norte do município, na faixa litorânea, o parque possui 1 500 hectares de área, protegendo o ecossistema restinga, uma rica flora composta por orquídeas, bromélias, clúsias e outras espécies típicas de restinga. Conta com uma fauna variada: de pererecas endêmicas a saguis-da-cara-branca, cutias, jiboias, quatis, tamanduás, jacarés, macacos e veados. 
Possui três lagoas de águas avermelhadas, mas somente uma, a Lagoa de Caraís, é aberta a visitação. O parque possui, também, duas trilhas para visitação:
- Trilha da Clúsia - trilha que possibilita ao visitante um contato mais intimo com a natureza, da uma impressão que está dentre uma mata fechada.
- Trilha da Restinga - uma trilha relativamente maior, com grau de dificuldade fácil. Leva o turista até a Lagoa de Caraís. Possui 1,5 quilômetros de extensão.

O Parque Paulo César Vinha recebeu esse nome Paulo César Vinha em homenagem ao biólogo Paulo C. Vinha, assassinado cruelmente nos limites do parque enquanto fazia um levantamento fotográfico sobre líquens e fungos.
Sua sede fica próxima ao bairro de Setiba, onde conta com guardas e uma estrutura básica de apoio ao turista.
Parque Natural Municipal Morro da Pescaria
Situado ao final da Praia do Morro, esse é o Parque mais visitado no Espírito Santo.  É um Posto Avançado da Reserva da Biosfera da Mata Atlântica (Unesco).

## Demografia
Em 2022, a população do município foi contada pelo Instituto Brasileiro de Geografia e Estatística (IBGE) em 124.656 pessoas, sendo o sétimo mais populoso do estado, apresentando uma densidade populacional de 211,34 habitantes por km². Segundo o Censo 2022, 60.685 pessoas eram homens e 63.971 pessoas eram mulheres. Pelo mesmo censo, 118.113 pessoas viviam na zona urbana e 6.543 na zona rural.
O Índice de Desenvolvimento Humano Municipal (IDH-M) de Guarapari é considerado alto, com o valor de 0,731, segundo dados de 2010. Sendo décimo maior de todo o estado do Espírito Santo. Isso significa que o município se encontra em uma faixa de desenvolvimento humano elevada, com base nos indicadores de educação, renda e longevidade.

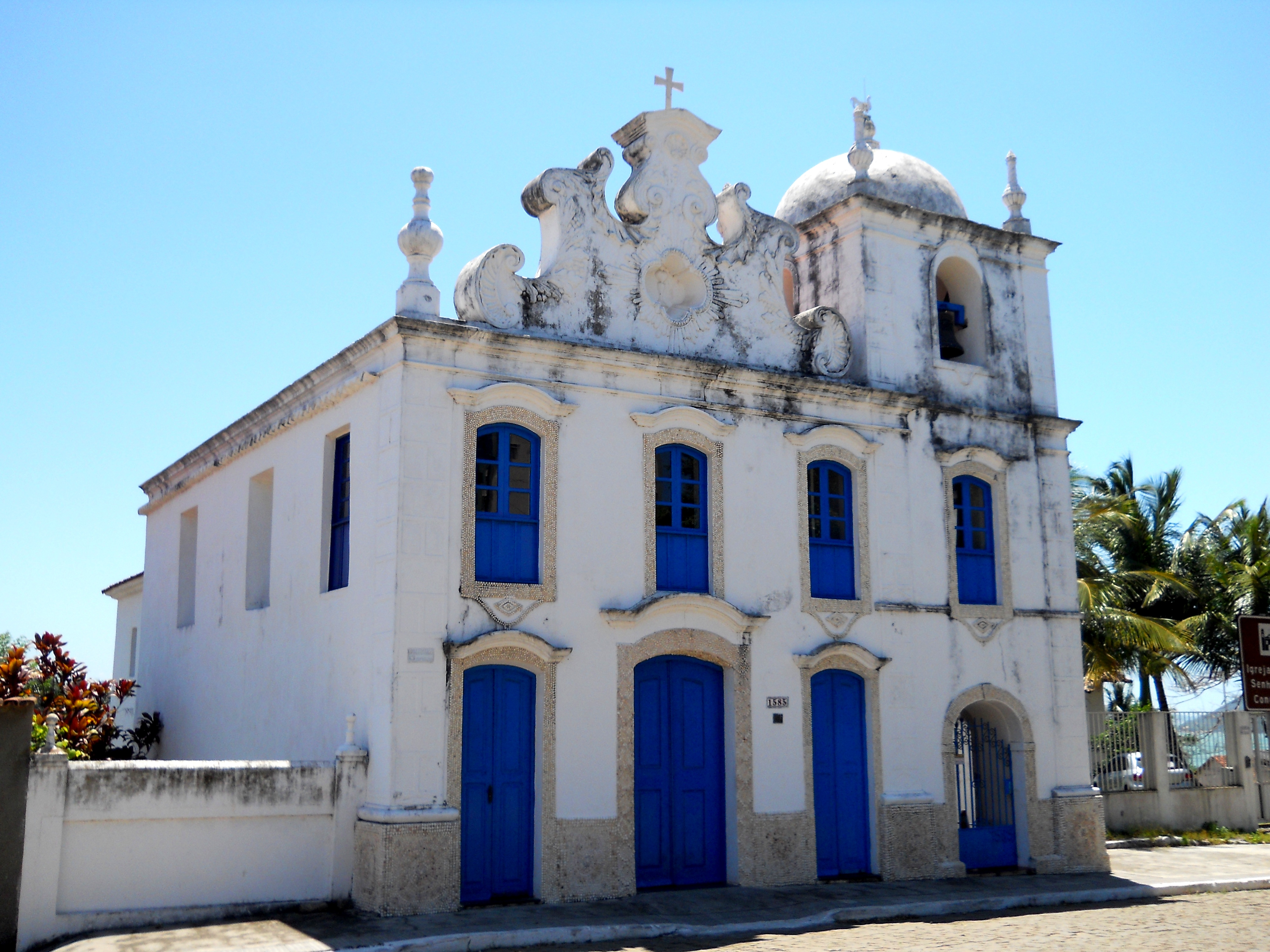
Igreja Nossa Senhora da Conceição

### Religião
No censo 2022, a maioria da população se declarou católica com 51.060 pessoas, seguida pelos evangélicos com 37.119 pessoas. Uma parcela menor se identifica como espírita com 6.362 pessoas e os sem religiões são 14.262 pessoas.

### Cor ou raça
No mesmo censo de 2022, a população de Guarapari era formada por 45.864 brancos (36,8%), 13.514 pretos (10,8%), 64.841 pardos (52%, o que são maior grupo do município), 296 indígenas e 140 amarelos.

## Transporte
Rodoviário
Guarapari dispõe de uma rodoviária, as margens da BR-101 na entrada de Guarapari, conhecido como Rodoshopping Guarapari, tendo linhas intermunicipais e interestaduais para diversos pontos do Espírito Santo e algumas cidades do Brasil.
Urbano
Guarapari possui de transporte público operado pela empresa Expresso Lorenzutti com linhas urbanas em toda a zona urbana e alguns distritos da cidade. No extremo norte do município, o Sistema Transcol atende os bairros Trevo de Setiba, Village do Sol e Recanto da Sereia. 

## Cultura e lazer

### Culinária
Dentre todos os atrativos turísticos de Guarapari, a culinária capixaba merece uma atenção especial. Dos vários pratos baseados em frutos do mar, destacam-se a moqueca capixaba, a torta capixaba, a muma de siri e a caranguejada.
Famosa internacionalmente, a moqueca capixaba é o prato mais conhecido da culinária do Espírito Santo. O nome "moqueca" designa um estilo de preparar o alimento que consiste no cozimento sem água apenas com os vegetais e frutos do mar. Ao contrário da moqueca baiana, a capixaba não leva azeite de dendê e nem leite de coco.
Logo em seguida, vem a torta capixaba, preparada com vários frutos do mar, como siri desfiado, camarão, ostra e sururu, além de bacalhau e palmito. É prato tradicionalmente consumido durante a Semana Santa em algumas casas capixabas.

### Turismo

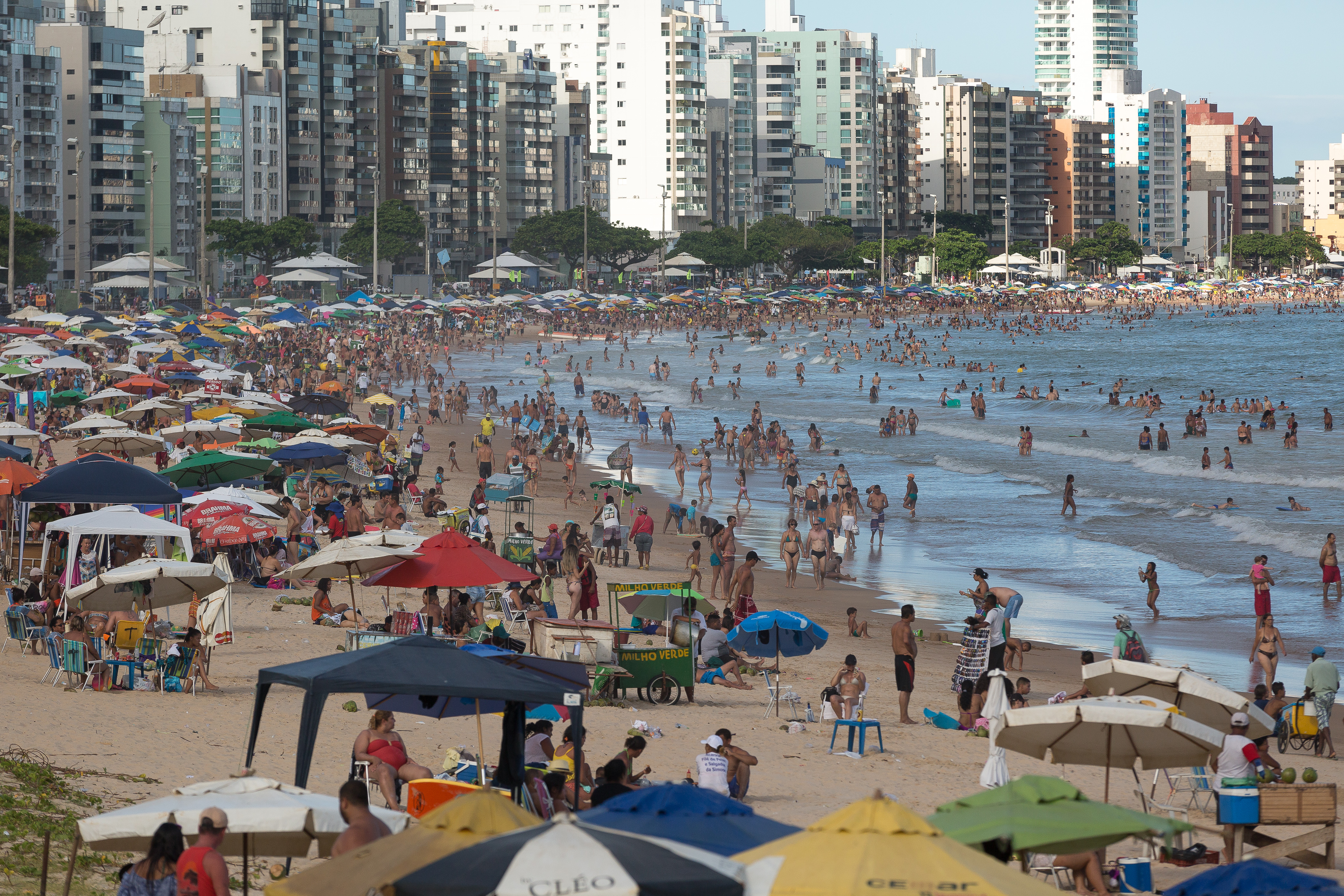
Praia do Morro durante alta temporada.

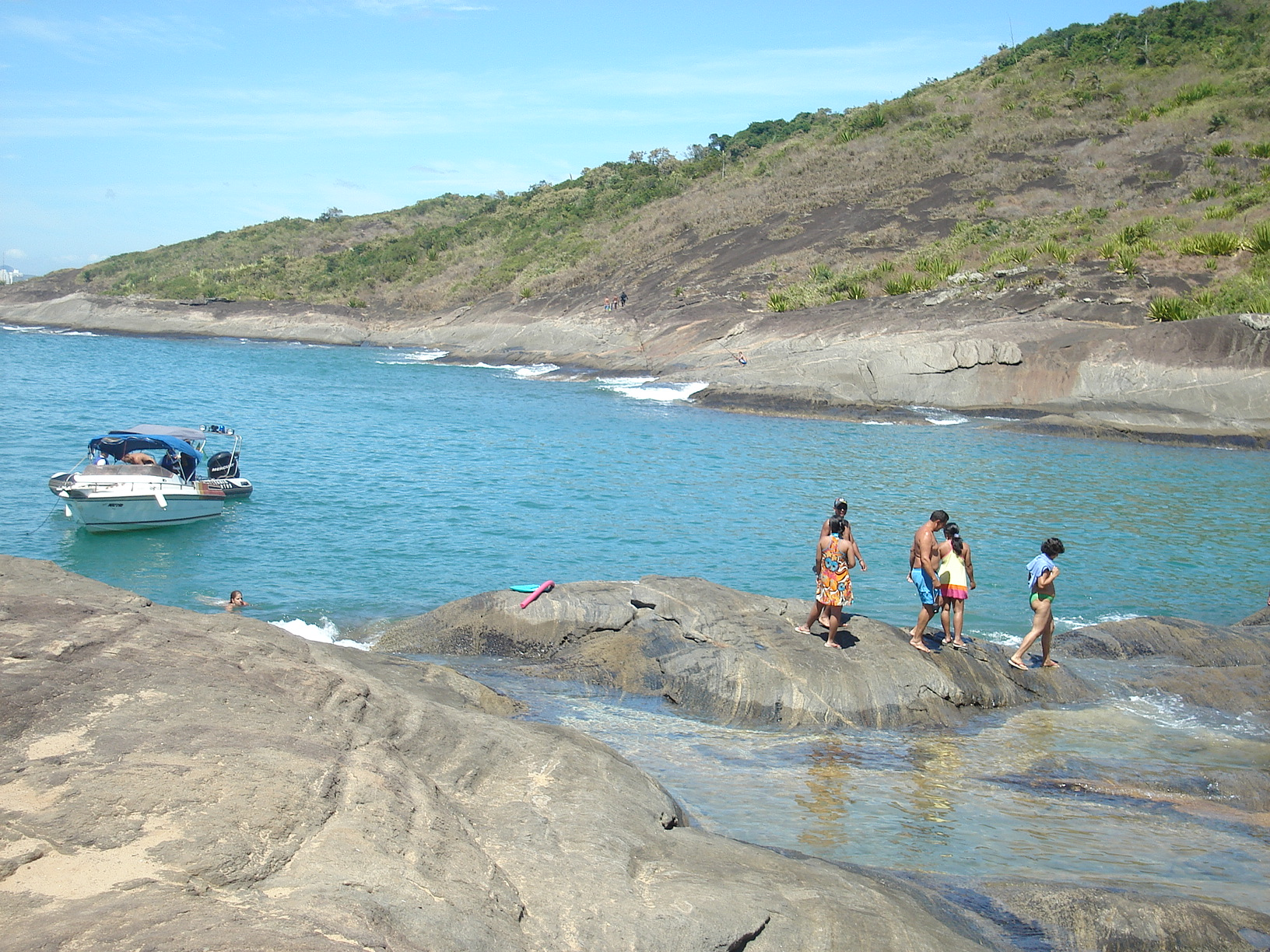
Setiba, em Guarapari

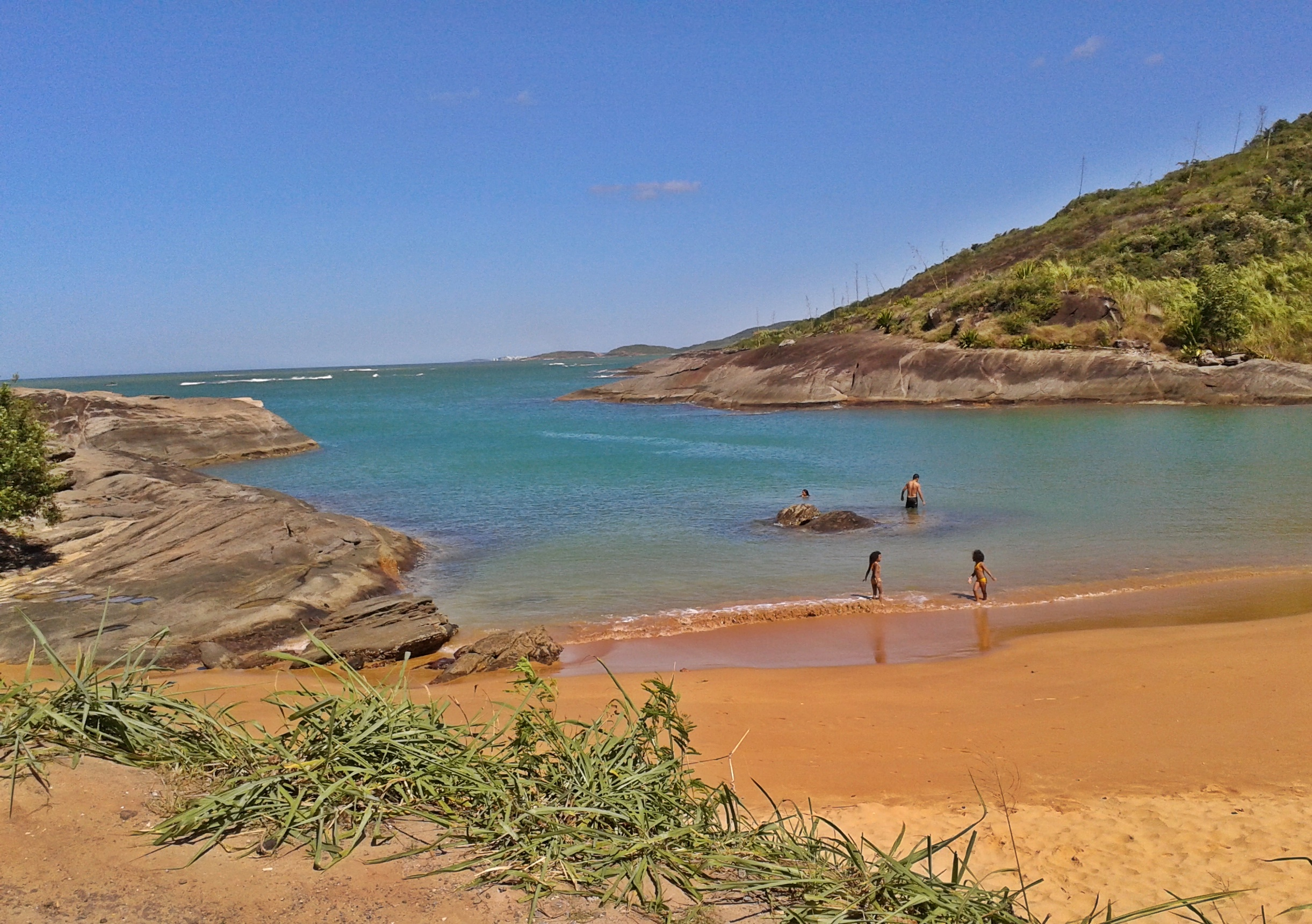
Prainha em Setiba

Principal cidade turística do Espírito Santo, Guarapari atrai diversos turistas do mundo inteiro graças às suas belezas naturais e às areias monazíticas (radioativas), com virtudes alegadamente terapêuticas, apesar de os benefícios no tratamento de artrite ou reumatismo não terem comprovação científica. Com mais de 30 praias e boa rede hoteleira, chega a atrair 700 000 turistas no verão, sendo que, em 1994, a cidade recebeu 1 500 000 turistas, enfrentando graves problemas no abastecimento de energia e água, tendo sido, no entanto, realizadas medidas que resolveram o problema.
O município possui clubes aquáticos, além de aquários, exposições marinhas, praias e passeios de mergulho.
Três Praias
Conjunto de pequenas praias separadas por rochedos, praticamente sem ondas, com areia fina e escura. A água é esverdeada e transparente, boa para mergulho e pesca submarina. Possui um extensa área de lazer, sombreada por árvores e coqueiros. O acesso é feito de carro ou a pé, e não é preciso pagar. Há estacionamento mas são proibidas as práticas de camping e uso de churrasqueiras.
Santa Mônica
Praia com areias amarronzadas e ondas fracas. Os condomínios que a rodeiam funcionam como clubes de férias.
Praia de Setiba Pina (ou Setibão) e Setiba
Localizadas 10 quilômetros ao norte da Município Saúde, destacam-se pelas águas azuladas e transparentes. A primeira é a preferida dos surfistas, tem faixa de areia inclinada e castanheiras. Liga-se por uma estrada de terra à praia de Setiba, que tem águas calmas e boas para a pesca. Uma ilhota de formação rochosa separa as duas principais praias de Setiba.
Praia das Virtudes
Ganhou este nome por ser a praia preferida das freiras. Localizada no centro de Guarapari, é cercada por edifícios de alto padrão. Tem água esverdeada e areia clara e fofa. Paredões de pedra contornam a praia dos dois lados.
Praia d'Ulé
Esta praia fica no extremo norte do município e parte de sua área pertence ao Parque Estadual Paulo César Vinha. Tem ondas grandes e areia fofa. É geralmente frequentada por turistas e por surfistas. Foi renomeada há pouco tempo por um morador que possui um bar em suas proximidades e, para dar maior conhecimento ao seu estabelecimento, passou a chamá-la de Praia da Sereia (seu bar: Sereia's Bar). Como isso foi aceito, ele mandou construir um monumento em forma de sereia na beira da praia, para atrair mais turistas.
O nome Ulé dado à praia foi em homenagem a um cientista estrangeiro pesquisador de restingas que por ali passou e identificou a formação dunar ali existente há muitas décadas atrás.
Praia do Riacho
Com ondas fortes, areia clara, grossa e solta, é pouco frequentada e boa para a pesca. Seus 5,5 quilômetros de extensão foram urbanizados e iluminados recentemente.
Prainha ou Praia de Muquiçaba
Pequena enseada com mar tranquilo e areia escura. Serve de ancoradouro natural para os barcos de pesca. Não é indicada ao banho.

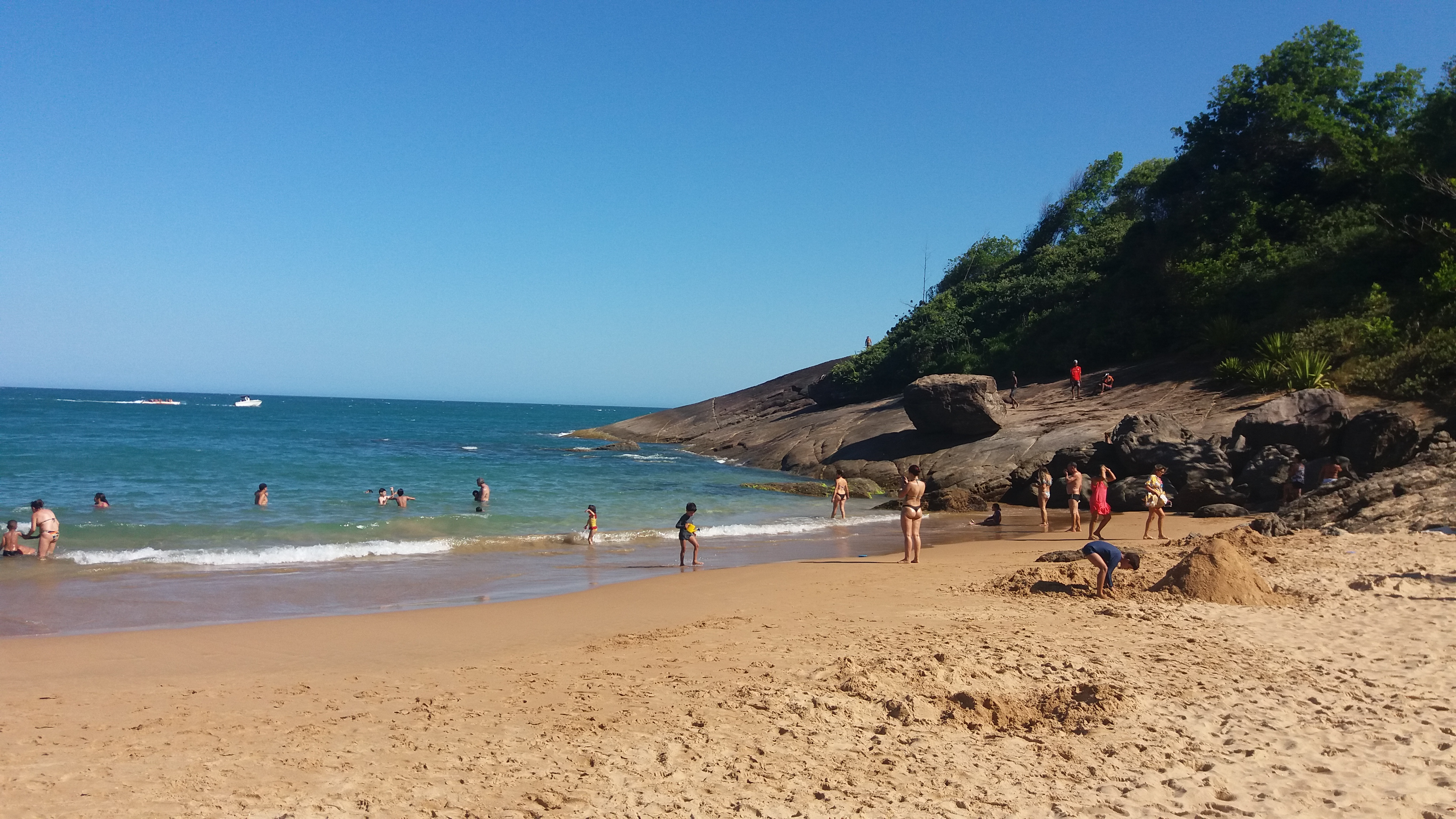
Praia dos Padres
Faz parte do complexo da Enseada Azul, mas fica escondida atrás de um morro coberto por uma mata. O acesso é feito por uma trilha, a partir da praia da Bacutia. Com apenas 50 metros de extensão, tem águas verdes e ondas fortes. O dono do terreno em frente à praia cobra pelo estacionamento.
Praia do Morro
Com quase três quilômetros de extensão, esta é uma das maiores praias de Guarapari. Do lado direito, as ondas são fortes, boas para o surfe, do lado esquerdo as águas são calmas. A areia é clara, fina e solta. A vida noturna é movimentada durante todo o verão. O turista encontra bares com música ao vivo, restaurantes e quiosques.

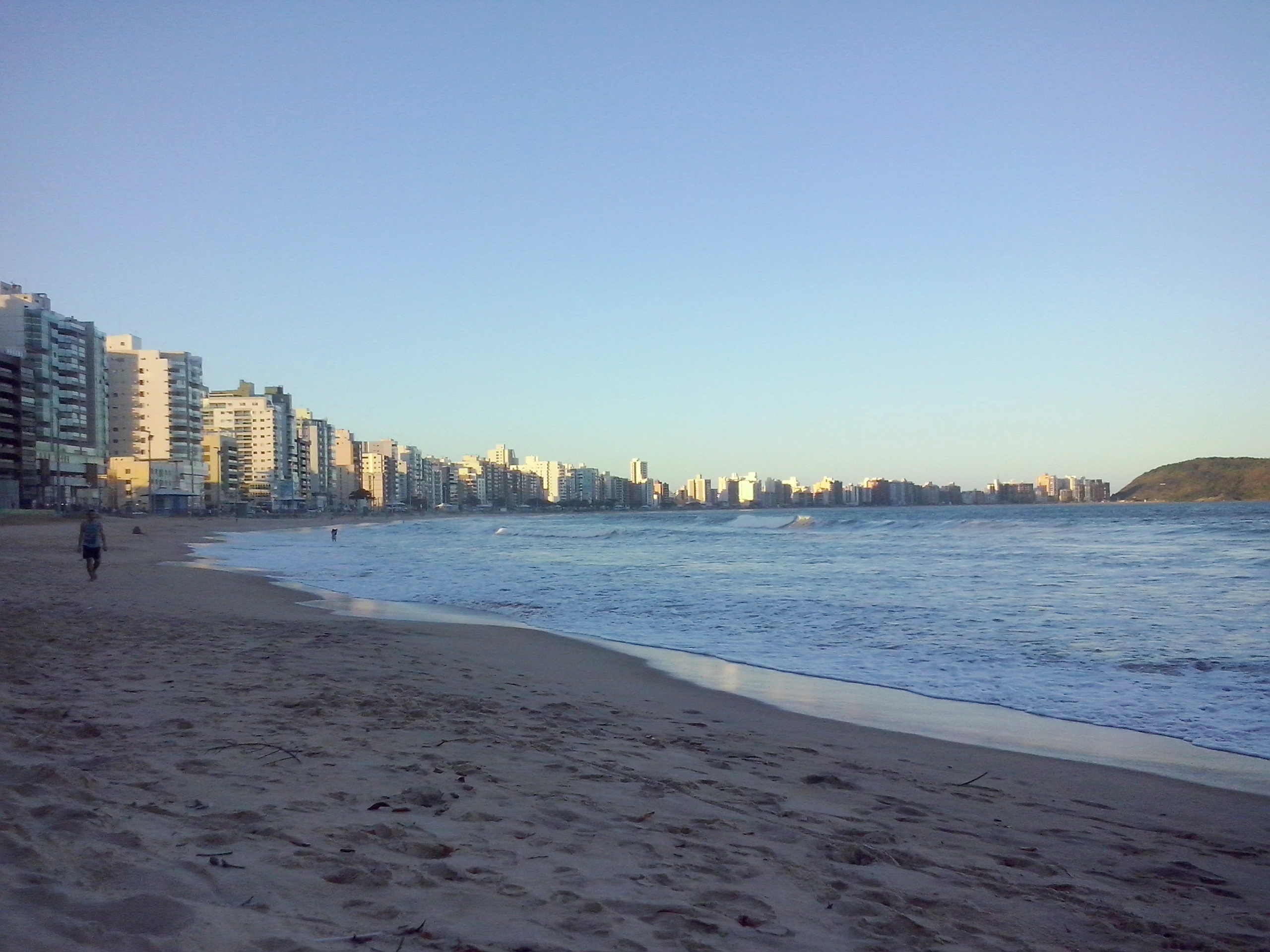
Orla da Praia do Morro

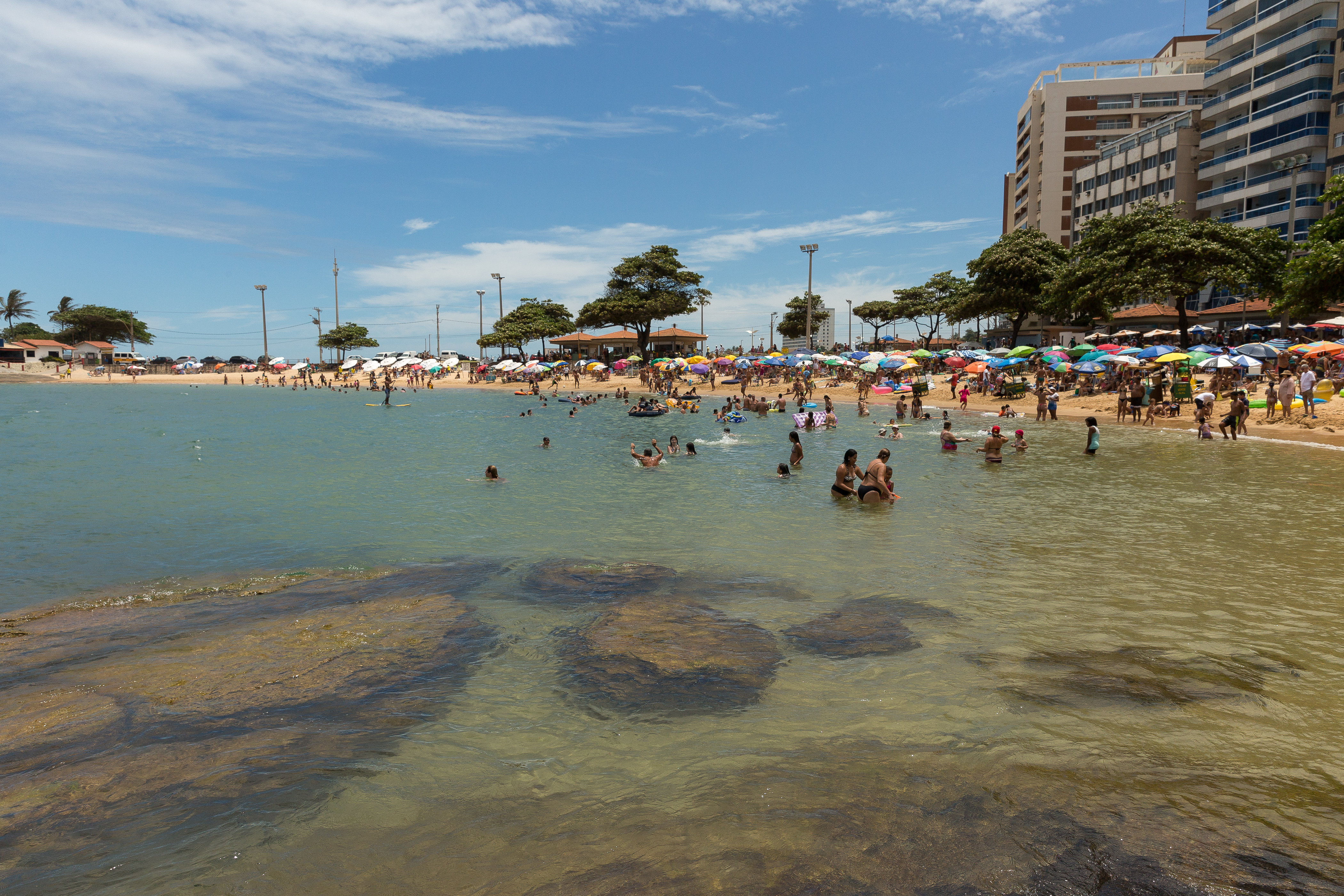
Praia das Castanheiras

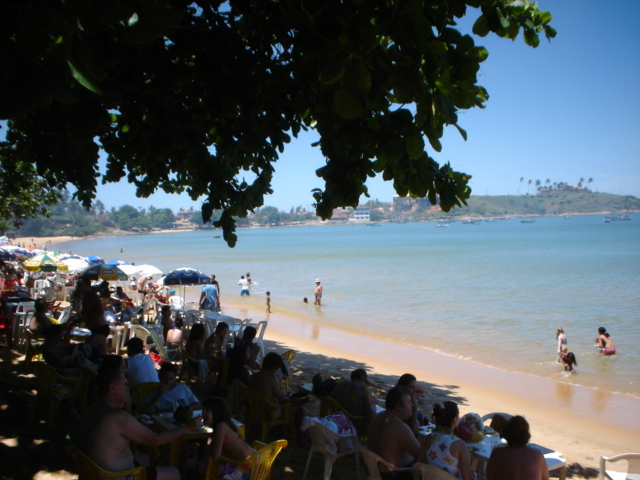
Praia de Meaípe

Praia dos Namorados, das Castanheiras e do Meio
O conjunto formado por estas praias é um dos principais cartões postais de Guarapari. Com faixas rajadas de marrom e amarelo de areia monazítica, pedras enormes intercalam-se com arrecifes, formando piscinas naturais. Durante a maré baixa, as crianças podem observar os peixes que ficam nestas piscinas. A água é transparente e tranquila. Na "pedra da Paquera", na ponta da praia do Meio, localiza-se o Clube Siribeira. Os turistas desfilam no largo calçadão sombreado pelas castanheiras.
Praia da Fonte
Com águas calmas, é ideal para crianças. Entretanto, o acesso é difícil devido às construções particulares feitas ao redor da praia. Possui uma estrutura de cimento conhecida como "trampolim", de onde se pode pular para a água. Apresenta uma grande biodiversidade marítima, com aparição de grande número de tartarugas. Durante a tarde, é possível se avistarem tartarugas bem de perto.
Perocão
Este é um reduto de pescadores artesanais. Do pequeno porto pesqueiro, partem barcos para passeios nas Três Ilhas. Escondida por um recanto de pedras, fica a praia do Boião, com mar aberto ao fundo, que forma piscinas naturais na maré baixa. Seguindo pelas pedras, em direção às Três Praias, está a Praia do Morcego, um paraíso escondido formado por uma pequena faixa de areia cercada por pedras, vegetação e mar. Um espaço ideal para quem busca tranquilidade e belas paisagens.
Enseada Azul
Formada pelas praias de Guaibura, Bacutia e Mucumã, interligadas por areias brancas e finas. A área próxima à praia foi loteada e ganhou um bairro com casas de veraneio: Nova Guarapari. O costão rochoso do lado direito foi ocupado irregularmente, mas ainda é possível fazer passeios na área. Deste lado da praia, o mar é calmo e as águas formam um espelho esverdeado. No lado oposto, existe um mirante no alto de um morro. A água é tão cristalina que é possível se mergulhar a 8 metros de profundidade e encontrar o cargueiro alemão que naufragou em 1942 a 300 metros da areia.
Praia da Cerca
Com apenas 350 metros, possui areia amarela e ondas boas para surfe. A ocupação imobiliária começou há poucos anos. Localiza-se logo após o morro da Pescaria, que a separa da Praia do Morro. Ao seu lado, de acesso através de uma trilha feita pelas pedras, está a Praia do Carlito: praia pequena, de areia grossa e muito frequentada por surfistas devido a suas ondas. Dá acesso às Três Praias.
Praia de Meaípe
Esta aldeia de pescadores é, hoje, um dos lugares mais badalados do Estado. A 6 quilômetros do centro do município, com acesso pela Rodovia do Sol (ES-60), esta praia já foi considerada uma das dez mais bonitas do Brasil pela Revista Quatro Rodas. As ondas são fracas e a areia grossa é contornada por castanheiras. Lugar bom para se passar as férias, Meaípe tem "barraquinhas" na beira das praias, onde você encontra vários petiscos para passar uma perfeita estadia na praia.Point dos modismos de verão, a vida noturna é agitada. Os restaurantes do local preparam os melhores frutos do mar do município. 
As mulheres do vilarejo, em sua maioria esposas de pescador, fazem as rendas de bilro, artesanato característico do município. Panos, caminhos de mesa, golas, rendas de metro em bico e entremeios são produzidos por encomenda. Os trabalhos estão expostos na Casa das Rendeiras, na orla marítima de Meaípe.
Praia da Areia Preta
Com faixas douradas e escuras, esta é a principal praia de areia monazítica de Guarapari. Além dos idosos que se enterram nas areias em busca de suas propriedades medicinais, muitos jovens frequentam o local. É pequena, com apenas 200 metros de extensão, e tem ondas fortes. Uma trilha sobre as pedras, no lado direito, leva à prainha das Pelotas, aos pés de uma falésia.
Aldeia da Praia
Conjunto de praias calmas, de areia branca, que ficam entre rochedos. Como foram ocupadas por lindas casas, o condomínio se torna fechado. Tornaram-se, praticamente, praias particulares. O acesso é difícil. Para chegar ao local, os aventureiros podem seguir pelas pedras da Praia da Cerca.
Praia do Sol
Como a região é de difícil acesso, esta praia de 5 quilômetros de extensão é praticamente deserta. Fica 19 quilômetros ao Norte do Centro de Guarapari. As ondas são fortes e a areia é clara. Também faz parte do Parque Paulo César Vinha.